# Берктаун
Беркта́ун, также Бёркта́ун и Берк-Та́ун — город в северо-восточной Австралии, штат Квинсленд. Известен как место, где чаще всего наблюдается утренняя глория. Население города составляет 238 жителей (2016 год).

## География
Берктаун находится на реке Альберт в 2115 км к северо-западу от столицы штата, Брисбена. Берктаун — административный центр Шир Берка. Часовой пояс Берктауна — UTC+10.

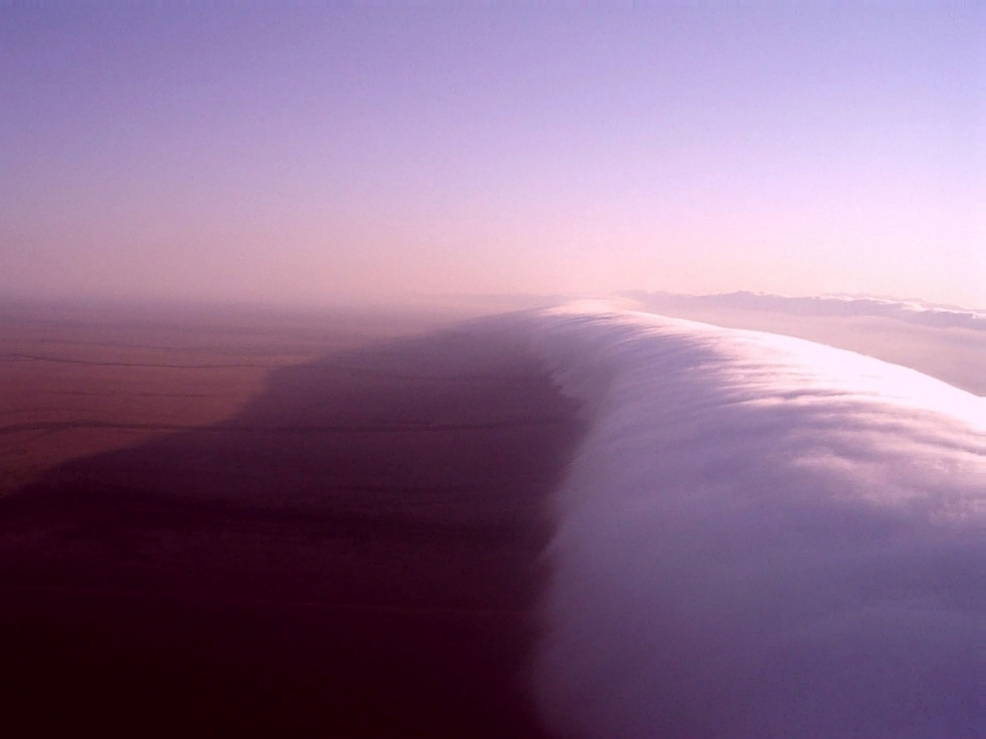
Утренняя глория близ Берктауна

## Демография
По данным переписи 2016 года, население Берктауна составляло 238 человек. Из них 55,2 % составляли мужчины, а 44,8 % — женщины. Средний возраст населения составил 38 лет. 74,9 % жителей Берктауна родились в Австралии. Остальные родились в Новой Гвинее (1.3 %), Филиппинах (1.3 %) и Корее (1.3 %).
| Год  | Численность | Численность |
| ---- | ----------- | ----------- |
| 2011 | 202         | [ 3 ]       |
| 2016 | 238         | [ 4 ]       |
| 2021 | 204         | [ 5 ]       |

## Климат
| Показатель | Янв.  | Фев.  | Март  | Апр. | Май  | Июнь | Июль | Авг. | Сен. | Окт. | Нояб. | Дек.  |
| --- | ----- | ----- | ----- | ---- | ---- | ---- | ---- | ---- | ---- | ---- | ----- | ----- |
| Абсолютный максимум, °C                                                                                            | 46,0  | 43,2  | 41,1  | 40,6 | 39,5 | 35,0 | 34,6 | 36,0 | 39,0 | 41,7 | 44,4  | 43,8  |
| Абсолютный минимум, °C                                                                                             | 17,2  | 16,1  | 15,0  | 9,9  | 5,7  | 4,4  | 3,3  | 3,7  | 7,6  | 10,9 | 14,2  | 15,0  |
| Норма осадков, мм                                                                                                  | 224,9 | 198,4 | 157,4 | 25,4 | 6,0  | 6,2  | 2,3  | 0,8  | 1,9  | 12,5 | 38,8  | 116,8 |
| Источник: https://web.archive.org/web/20090630125128/http://www.bom.gov.au/climate/averages/tables/cw_029004.shtml |       |       |       |      |      |      |      |      |      |      |       |       |